# Ассы
Ассы́ (баш. Асы) — село в Белорецком районе Башкортостана, центр Ассинского сельсовета. Курорт. Согласно переписи 2020 года население составляло 784 человека.

## География
Расположено на Южном Урале, в долине реки Инзер. Протекает несколько рек: Юрмаш, Туз, Улуюкла, водотоки с горы Мелякур.
Расстояние до:
- районного центра (Белорецк): 115 км,
- ближайшего ж.-д. остановочного пункта (ост. пункт 102 км (Ассы): 0 км;
- города Магнитогорска; 200 км.

## Население
| 2002 | 2009 | 2010 |
| ---- | ---- | ---- |
| 621  | ↗848 | ↘818 |

Национальный состав
Согласно переписи 2002 года, преобладающая национальность — башкиры (98 %).

## Инфраструктура
На окраине села расположен санаторий «Ассы», открытый в 2001 году. Основной медицинский профиль санатория: лечение заболеваний костно-мышечной системы, заболеваний кожи, нервной системы.

## Транспорт
Асфальтированная автомобильная дорога связывает село с региональной автодорогой 80К-031 Уфа — Инзер — Белорецк. Расстояние до крупного села Инзер составляет 25 км.
Через село проходит железнодорожная ветка Карламан — Магнитогорск, на остановочном пункте 102 км (Ассы) делают остановку электропоезда Уфа — Инзер.

## Религия
В селе есть мечеть Хидоят.

## Люди, связанные с селом
- Мубаряков, Арслан Котлыахметович (1908 — 1977) — актёр, режиссёр, народный артист СССР (1955).

## Галерея

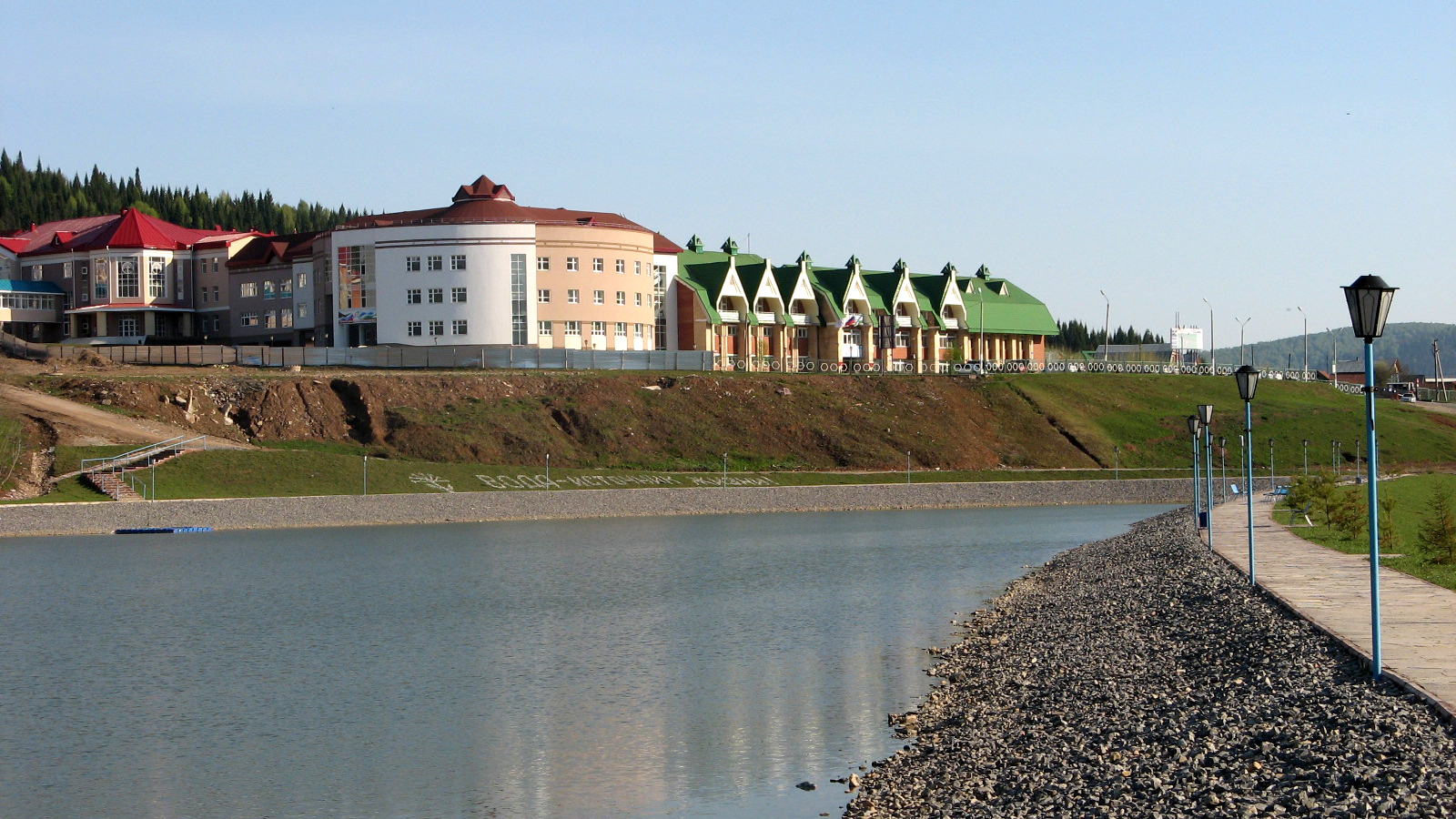
Санаторий «Ассы»
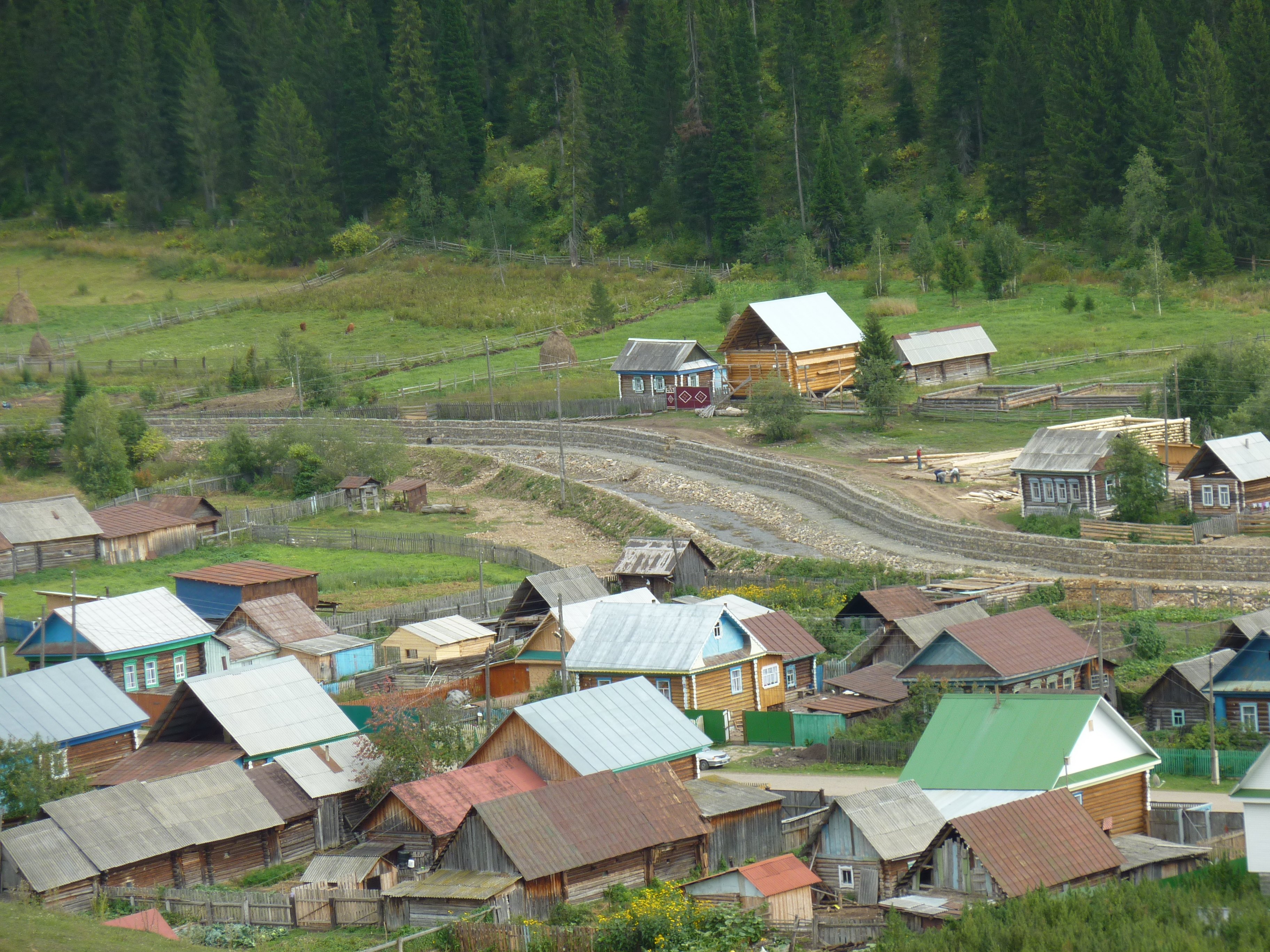
Берега реки Юрмаш в селе Ассы
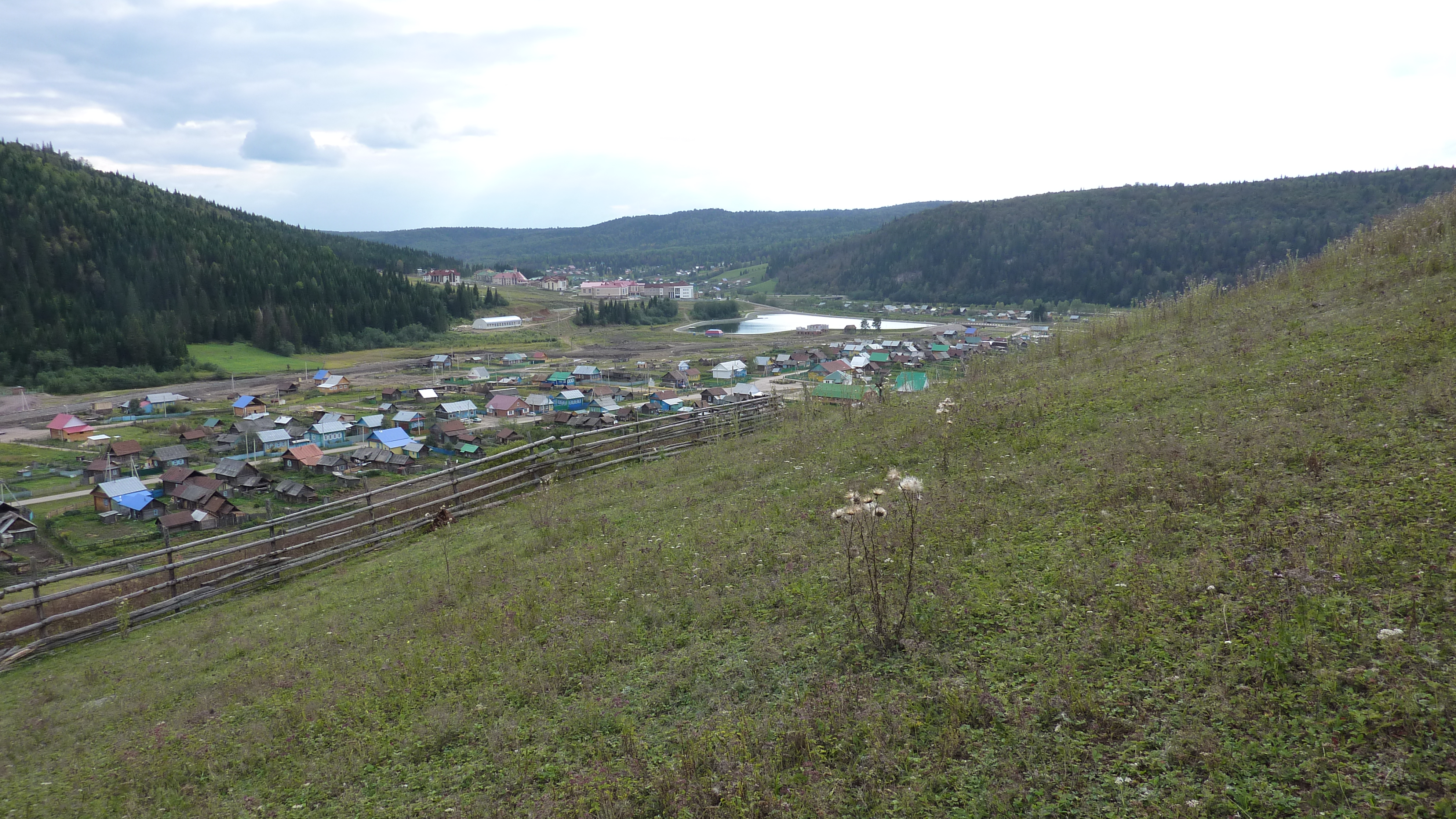
Село Ассы и санаторий «Ассы»
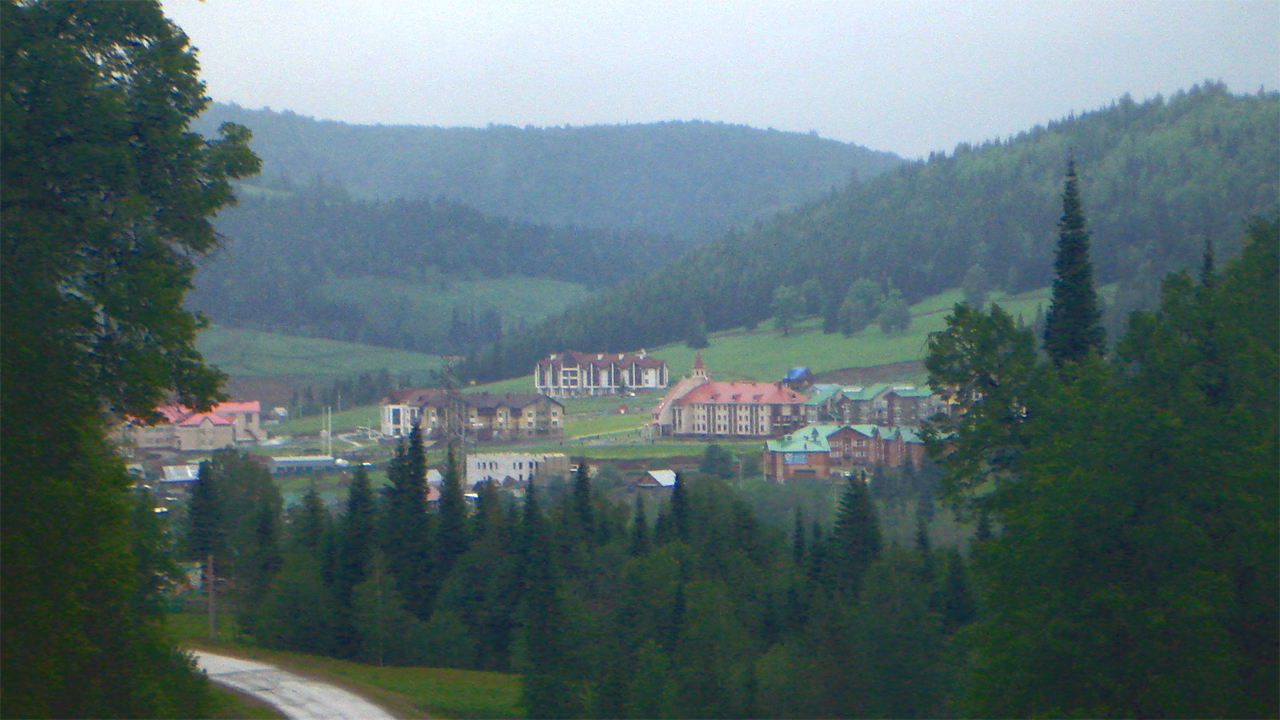
Долина реки Инзер